# 14499 Satotoshio
14499 Satotoshio este un asteroid din centura principală de asteroizi.

## Descriere
14499 Satotoshio este un asteroid din centura principală de asteroizi. A fost descoperit pe 15 noiembrie 1995 la Kitami de Kin Endate și Kazuro Watanabe. Asteroidul prezintă o orbită caracterizată de o semiaxă mare de 2,16 ua, o excentricitate de 0,18 și o înclinație de 5,0° în raport cu ecliptica.